# 東樹駅
東樹駅（トンスえき）は、大韓民国仁川広域市富平区にある仁川交通公社1号線の駅である。駅番号は(I121)。

## 駅構造
- 相対式ホーム2面2線の地下駅。

## 駅周辺
- 富平2洞住民センター
- 富平公園
- 仁川富平南小学校
- 仁川聖母病院
- 仁川城東学校

## 歴史
- 1999年10月6日 - 開業。

## 隣の駅
仁川交通公社
●1号線
富平駅 (I120) - 東樹駅 (I121) - 富平サムゴリ駅 (I122)